# Nena (futebolista)
Olavo Rodrigues Barbosa mais conhecido como Nena, (Porto Alegre, 11 de julho de 1923 — Goiânia, 17 de novembro de 2010), foi um futebolista brasileiro que atuou como zagueiro e lateral-esquerdo.

## Carreira
Começou jogando na várzea portoalegrense, no Esporte Clube Paraná, onde foi descoberto pelo técnico Ricardo Diéz e levado para o Internacional, aos 18 anos.
Estreou no Inter no dia 12 de abril de 1942, na vitória de 5–2 sobre o São José, quando marcou seu primeiro gol. Logo firmou-se como zagueiro titular, passando a fazer parte do lendário Rolo Compressor, que ganhou oito títulos gaúchos nos anos 1940, e cuja formação clássica contava com Ivo; Alfeu e Nena; Assis, Ávila e Abigail; Tesourinha, Adãozinho, Russinho, Ruy e Carlitos.
Nena também ficou conhecido como Parada 18, referência a um ponto de ônibus no bairro Tristeza, na zona sul de Porto Alegre, localizado em frente a uma loja de atacado muito popular na época. Segundo a propaganda da loja no rádio, nenhum passageiro do ônibus Tristeza passava da Parada 18. Segundo os torcedores do Inter, nenhum atacante adversário conseguia passar por Nena. Ele era excelente nas bolas aéreas e tinha um bom porte físico.
Em 1948, Nena foi convocado pela primeira vez para a seleção brasileira, na Copa Rio Branco, estreando num empate em 1–1 com o Uruguai. Pela seleção, jogou 6 partidas (2 vitórias, 3 empates e 1 derrota). Integrou a delegação brasileira na Copa do Mundo de 1950, mas não chegou a jogar.
Em 1951, transferiu-se para a Portuguesa, onde fez parte do melhor time da Lusa de todos os tempos, jogando ao lado de craques como Júlio Botelho, Pinga e Simão, e conquistando os títulos do Torneio Rio-São Paulo de 1952 e 1955.

## Títulos
Internacional
- Campeonato Gaúcho: 1942, 1943, 1944, 1945, 1947, 1948 e 1950[2][3][1]
- Campeonato Citadino de Porto Alegre: 1942, 1943, 1944, 1945, 1947, 1948 e 1950
- Torneio Extra de Porto Alegre: 1946 e 1950

Portuguesa
- Torneio Rio-São Paulo: 1952, 1955[2][3]

## Final de carreira e morte
Parou de jogar em 1958, mas ainda ficou alguns anos na Portuguesa, como auxiliar técnico e mais tarde funcionário administrativo. Nos anos 1960, foi técnico das categorias de base do Corinthians. A partir de 2003, residiu em Goiânia com a esposa Juraci Rodrigues Barbosa, com quem teve cinco filhos, dez netos e dois bisnetos. Faleceu no dia 17 de novembro de 2010, vítima de um câncer de pulmão.